# محمد الهدهود
محمد الهدهود (مواليد 1 يناير 1985) هو لاعب كرة قدم كويتي. يلعب حاليًا في مركز لاعب خط وسط لنادي كاظمة في دوري الكويت الممتاز.